# Adil Yiğit
Ertuğrul „Adil“ Yiğit (* 24. April 1958 in Malatya, Türkei) ist ein türkischer Journalist, der seit den frühen 1980er-Jahren in Hamburg lebt. Er gilt als entschiedener Kritiker autoritärer Regime, insbesondere des türkischen Präsidenten Recep Tayyip Erdoğan.

## Leben

### Leben in und Flucht aus der Türkei
Ertuğrul Yiğit schloss sich in den späten 1970er-Jahren der Linken an. 1978 musste er mitansehen, wie zwei Nationalisten einem Freund von ihm in den Kopf schossen. Seine Aussage brachte die Mörder vor Gericht. Doch er lebte in Angst und entschloss sich, nach Istanbul zu ziehen, weil er sich dort sicherer fühlte. Er wurde Mitglied der militanten marxistischen Organisation Devrimci Sol (Dev Sol), der Revolutionären Linken, und beteiligte sich an Hausbesetzungen. Er überlebte nur knapp einen Bombenanschlag der Grauen Wölfe und entschloss sich zur Flucht.
In Hamburg erlebte er 1983, wie sein Freund Kemal Altun nach Ablehnung des Asylantrages aus dem Fenster sprang. Daraufhin entschloss er sich, in Frankreich um Asyl anzusuchen, welches ihm binnen sechs Tagen gewährt wurde. Nach der Heirat mit der Journalistin Anita Friedetzky zog er mit ihr nach Hamburg, weil sie dort mit dem Aufbau des taz-Büros beauftragt worden war. Er wurde in der linksextremen Szene von Hamburg aktiv, fälschte Pässe für Mitglieder von Dev Sol und schrieb erste Artikel für die taz. Bei einer Razzia in einer Wohnung, für die er die Miete zahlte (nach anderer Quelle in einem von ihm angemieteten Reisebüro), fand die Polizei 1996 eine Fälscherwerkstatt und ein Waffendepot, unter anderem eine Maschinenpistole und Plastiksprengstoff. Yiğit floh mit falschen Papieren in die Türkei und konnte erst zwei Jahre später bei einem Hamburg-Besuch festgenommen werden.

### Familie und Soziales
Anfang 1999 wurde Yiğit in Hamburg zu einer Gefängnisstrafe von zwei Jahren und acht Monaten verurteilt. Nach seiner Haftentlassung verwendete er den Vornamen „Adil“, nicht mehr Ertuğrul. Er lebt getrennt von seiner mit den Töchtern ins Ausland gezogenen zweiten Frau, die Deutsche ist, und ist auf Sozialleistungen angewiesen.

## Arbeit als Journalist
Yiğit arbeitet als freier Journalist für die Tageszeitung (taz), Die Zeit und mehrere türkische Oppositionsblätter. Außerdem betreibt er die türkischsprachige Internetplattform Avrupa Postası (Europa Post).
Beim G20-Gipfel in Hamburg 2017 war Yiğit einer von mindestens neun Journalisten, denen zunächst der Zutritt zum „Internationalen Mediencenter“ in den Hamburger Messehallen gewährt, dann aber wieder entzogen worden war. Dieser Vorgang wurde später als rechtswidriger Ausschluss der Journalisten von den Polizeibehörden eingeordnet. Im Juli 2020 entschuldigte sich der Hamburger Polizeipräsident Ralf Meyer dafür bei Yiğit. Schließlich zahlte ihm die Hamburger Polizei im Dezember 2020 eine Entschädigung in Höhe von 1.500,00 Euro.
Bei der Pressekonferenz von Recep Tayyip Erdoğan und Bundeskanzlerin Angela Merkel am 28. September 2018 in Berlin trug Yiğit ein T-Shirt, auf dem in türkischer und deutscher Sprache „Pressefreiheit für Journalisten in der Türkei“ geschrieben stand. Er wurde von Sicherheitsleuten abgeführt, da bei Pressekonferenzen keine politischen Demonstrationen oder Kundgebungen erlaubt sind.
Am 28. Oktober 2018 teilte Yiğit der dpa mit, Deutschland habe die Verlängerung seiner bisherigen Aufenthaltsgenehmigung abgelehnt und ihm stattdessen eine neue Aufenthaltserlaubnis aus humanitären Gründen zugeteilt. Yiğit sagte aber, dass er sie nicht in Anspruch nehmen wolle, da er nun häufiger als bisher eine Verlängerung beantragen müsse. Er glaubt, dass Deutschland ihn loswerden wolle. Nach mehreren Presseberichten wurde seine Aufenthaltserlaubnis schließlich verlängert.